# Irene Dailey
Irene Dailey (12 de setembro de 1920 - 24 de setembro de 2008) foi uma atriz estadunidense.

## Biografia
Dailey nasceu na cidade de Nova York, filha de Helen Theresa (nascida Ryan) e Daniel James Dailey. Seu irmão era o falecido ator Dan Dailey.
Ela recebeu o Drama Desk Award em 1966 por seu trabalho em Rooms, e interpretou Nettie Cleary em The Subject Was Roses uma produção da Broadway que venceu o Tony Award. Outros trabalhos no teatro incluem Idiot's Delight, The Good Woman of Szechwan e You Know I Can't Hear You When the Water's Running.
Em 1969, Dailey se juntou ao elenco da série The Edge of Night da CBS como Pamela Stewart, a vingativa esposa do ex-marido de Nicole Drake, Duane, que esfaqueou Stephanie Martin até a morte. Em 1971, ela ganhou o prêmio Sarah Siddons por seu trabalho no teatro de Chicago. Mais tarde se juntou ao elenco de Another World em 1974 como a quarta atriz a fazer o papel da matriarca da família Liz Matthews. Enquanto outros membros da família Matthews eram mencionados no início dos anos 1980, ela permaneceu como uma personagem importante no programa até o verão de 1986, retornando em novembro de 1987 sem contrato, sendo destaque no 25º e 30º aniversário da série.
Seu trabalho em Another World foi reconhecido com um Daytime Emmy Award de melhor atriz em série dramática em 1979. Ela fez a sua última aparição no programa maio em 1994. De volta a Broadway, Dailey participou do elenco da peça Fadren de August Strindberg, recebendo excelentes críticas por seu desempenho como a enfermeira de Frank Langella. No cinema participou de Uma Face para Cada Crime (1968), Cada um Vive como Quer (1970) e Terror em Amityville (1979). 

## Morte
Dailey morreu em 24 de setembro de 2008 de câncer de cólon em um centro de saúde em Santa Rosa, Califórnia, de acordo com Arleen Lorrance, um amigo de longa data. Ela morava na cidade de Guerneville, no condado de Sonoma.

## Filmografia

### Cinema
| Ano  | Título                 | Papel               | Nota(s) |
| ---- | ---------------------- | ------------------- | ------- |
| 1968 | Daring Game            | Mrs. Carlyle        |         |
| 1968 | No Way to Treat a Lady | Mrs. Fitts          |         |
| 1970 | Five Easy Pieces       | Samia Glavia        |         |
| 1971 | The Grissom Gang       | Gladys 'Ma' Grissom |         |
| 1979 | The Amityville Horror  | Aunt Helena         |         |

### Televisão
| Ano       | Título             | Papel            | Nota(s)                                 |
| --------- | ------------------ | ---------------- | --------------------------------------- |
| 1958      | Decoy              | Millie Baker     | "Blind Date"                            |
| 1959      | Naked City         | Amy Gary         | "Four Sweet Corners"                    |
| 1962      | Naked City         | Auntie Maud      | "Goodbye Mama, Hello Auntie Maud"       |
| 1962      | The Defenders      | Mrs. Prinzler    | "The Avenger"                           |
| 1962      | Sam Benedict       | Amelia Carter    | "Everybody's Playing Polo"              |
| 1963      | The Twilight Zone  | Miss Frank       | "Mute"                                  |
| 1963      | Dr. Kildare        | Sara Anderson    | "A Trip to Niagara"                     |
| 1963      | The Eleventh Hour  | Agatha Miller    | "The Bride Wore Pink"                   |
| 1964      | Ben Casey          | Caroline Bullard | "Heap Logs and Let the Blaze Laugh Out" |
| 1964      | Brenner            | Mrs. Friedman    | "The Vigilantes"                        |
| 1965      | The Nurses         | Annie Cloyne     | "Threshold"                             |
| 1966      | Hawk               | Hallie Simmons   | "How Close Can You Get?"                |
| 1968      | NET Playhouse      | Ruth             | "Home"                                  |
| 1969–1970 | The Edge of Night  | Pamela Stewart   | Série de TV                             |
| 1972      | Jigsaw             | Mrs. Cummings    | Telefilme                               |
| 1974–1986 | Another World      | Liz Matthews     | Protagonista                            |
| 1987      | American Playhouse | Mrs. McGuire     | "Stacking"                              |
| 1987–1994 | Another World      | Liz Matthews     | Papel recorrente (Seu último trabalho)  |

## Discografia parcial
- 1965: Of Poetry and Power: Poems Occasioned by the Presidency and by the Death of John F. Kennedy (Folkways Records)
- 1967: The Wick and the Tallow By Henry Gilfond (Folkways Records)